# Tijdbom
Een tijdbom is een bom waarvan de ontsteking is voorzien van een klok. De bom is zo gemaakt dat hij op een bepaald tijdstip afgaat.
Het woord wordt ook overdrachtelijk gebruikt. "Ergens een tijdbom onder leggen" betekent dat iets met een grote tijdsdruk moet worden uitgevoerd.
Er zijn verschillende methoden waarmee de ontstekingstijd kan afgesteld worden. Vaak wordt een klok gebruikt die afgesteld kan worden. Als de klok hoorbaar tikt, kan dat een waarschuwing zijn voor het beoogde slachtoffer. 
Bij andere modellen (zoals bij de bommen die gebruikt werden bij de terreurbombardementen op Dresden) wordt een chemische ontsteker toegepast. Wanneer de bom de grond raakt, breekt een glazen capsule met aceton. De aceton lost (langzaam) een kunststof tussenschot op naar een hoeveelheid zuur. Dit zuur reageert met een andere chemische stof en leidt de explosie van de bom in. Afhankelijk van de concentratie van aceton in de capsule kan de ontstekingstijd min of meer worden ingesteld.

Een eenvoudige tijdbom